# In Her Line of Fire
Pour plus de détails, voir Fiche technique et Distribution.
In Her Line of Fire ou Dans les mains des rebelles au Québec est un film d'action américain réalisé par Brian Trenchard-Smith, sorti en 2006.
Écrit par Sherry Admo, Paula Goldberg et Anna Lorenzo, produit par Brian Trenchard-Smith, le film a été tourné en anglais à Auckland en Nouvelle-Zélande et à Vancouver (Canada). Il a été diffusé le 21 avril 2006, sous le titre anglais : « Air Force Two : In Her Line of Fire » littéralement en français : «  Dans sa ligne de mire », puis est sorti directement en DVD en France le 1er janvier 2007 sous le titre « Air Force Two : Dans les mains des rebelles ».
Le film suit Walker, le vice-président des États-Unis qui se crashe près des Îles Salomon. Il est enlevé par un local, Petelo et un instructeur américain, Armstrong pour réclamer une rançon. Walker essaiera d'être libéré par ses deux collaboratrices, le sergent-major Lynn Delaney et Sharon Serrano, son attaché de presse.

## Synopsis
Air Force Two, l'avion transportant Walker, le vice-président des États-Unis et ses deux collaboratrices, Sergent Major Lynn Delaney, une agent des services secrets et Sharon Serrano, son attaché de presse, survole le Pacifique Sud, lorsqu'il est endommagé par un orage électrique. Il est contraint d'atterrir dans l'océan au large de la côte du pays de San Pietro, près des Îles Salomon.
Les survivants nagent jusqu'à une plage d'une petite île, où ils sont poursuivis par des tireurs de la guérilla. Un naufragé est immédiatement abattu. Les autres survivants, dont le Vice-Président, qui est un ancien soldat américain, et ses deux collaboratrices, Lynn Delaney et Sharon Serrano parviennent à s'échapper et se cacher. Les tireurs appartiennent à un groupe des forces rebelles armés dirigés par Petelo qui veut renverser le gouvernement dictatorial de l'île. Les rebelles sont instruits par Armstrong, un mercenaire américain impitoyable.
Le Vice-Président est capturé par les rebelles, qui ont l'intention de le libérer contre une rançon. Lynn Delaney et Sharon Serrano infiltrent le camp des rebelles et essaient de sauver le vice-président, mais elles sont également capturés. Delaney réussi à s'échapper et essaie de sauver les autres.
Avec un hélicoptère américain de recherche, les compétences de combat et militaires de Delaney lui permettent de tuer Armstrong et de sauver le Vice-président à l'aide de la coopération de certaines des forces rebelles.
Les États-Unis offrent une aide au pays de San Pietro à condition qu'il s'engage à organiser des élections démocratiques.

## Fiche technique
- Titre original : In Her Line of Fire
- Titre français : Air Force 2 : Dans les mains des rebelles
- Titre québécois : Dans les mains des rebelles
- Réalisation : Brian Trenchard-Smith
- Scénario : Sherry Admo, Paula Goldberg et Anna Lorenzo
- Photographie : Neil Cervin
- Musique : David Reynolds
- Distribution des rôles : Valorie Massalas
- Costumes : Brett Garton
- Montage : Asim Nuraney
- Producteur : Brian Trenchard-Smith
- Société de production : Appolopromovie
- Société de distribution : 
  - États-Unis : here! Films (en) et Regent Releasing (en)
  - France : France Vidéo Location
- Budget : 1.3 million $US[4]
- Année de production : 2006 (tournage) - 2006 (post-production et finalisation)
- Pays d'origine :  États-Unis,  Allemagne
- Langue originale : anglais
- Format : couleur - 1,85 : 1 - 35 mm - son Dolby 2.0
- Genre : Film d'action
- Durée : 84 minutes
- Dates de sortie : 
  - États-Unis : 21 avril 2006
  - France : 1er janvier 2007 (sorti directement en DVD)
  - Allemagne : 30 septembre 2007 (directement à la télévision)

## Distribution
- Mariel Hemingway : le sergent-major Lynn Delaney
- David Keith (VF : Thierry Buisson) : Walker, le Vice-président des États-Unis
- David Millbern : Armstrong
- Jill Bennett : Sharon Serrano
- Robbie Magasiva : Petelo, le chef des guérilléros
- Paul Dzenkiw (VF : David Krüger) : Kindall

 Source et légende : version française (VF) sur RS Doublage

## Critique et réception
La review aggregator Rotten Tomatoes rapporte le résultat de 23%, 
281 critiques ont donné au film une critique négative : la note moyenne est de 2,4/5.
Brian Trenchard-Smith a décrit  Dans les mains des rebelles  comme :

« un hommage aux années 80, mettant en vedette Mariel Hemingway en tant que chef des services secrets du Vice-président. Ce futur Vice-président, joué par David Keith, dans un Washington utopique où les soins de santé universels sont passés par un vote unanime. "Vous êtes un marine. Allez-y." J'espère que quelqu'un a envoyé une copie à la famille de Cheney. »

Le film a été tourné pendant 12 jours en Nouvelle-Zélande et 2 jours à Vancouver (Canada).